# Elena Risteska
Elena Risteska (en macédonien : Елена Ристеска ), née le 27 avril 1986 à Skopje, est une chanteuse macédonienne. Elle a représenté son pays au Concours Eurovision de la chanson 2006 avec la chanson Ninanajna.